# تيرا نوفا (سفينة)
تيرا نوفا سفينة استكشافية، بنيت عام 1884 واشتهرت بحملها للبعثة البريطانية في القطب الجنوبي عام 1910، وهي آخر رحلة استكشافية لروبرت فالكون سكوت، كانت قد عملت لمدة 10 سنوات في صيد الفقمات السنوية في بحر لبرادور، مما أثبت قيمتها لسنوات عديدة قبل أن يتم استدعاؤها للعمل الاستكشافي.